# 香港體育館
香港體育館（英語：Hong Kong Coliseum，俗稱紅磡體育館、紅磡香港體育館，簡稱紅館）是香港的綜合室內多用途場館，也是香港以至亞洲首屈一指的娛樂表演場地之一，位於九龍油尖旺區紅磡灣暢運道9號、港鐵紅磡站平台上，於1983年4月27日開幕，外形上闊下窄，呈鑽石或倒金字塔状，內設12,500個座位，數量為香港室內場館第三多（最多為啟德主場館，其次為亞洲國際博覽館），也是少數可以開設四面台的場地，現時由康樂及文化事務署管理。該館為2009年東亞運動會賽場之一，也是43座參與幻彩詠香江的代表建築物之一。
香港體育館自啓用以來，除舉行體育赛事外，亦承辦無數本地及國際大型活動、會議及音樂會，更是香港流行音樂最具代表性的演出場地，在香港體育館舉行個人演唱會，可視為香港歌手演藝事業上的里程碑。

## 歷史
早於1960年代，當時的市政局已計劃在香港興建一座符合國際標準的室內體育館，當時屬意在香港島覓地興建。其後由於香港島並無合適選址，市政局決定於九龍紅磡灣填海地上，當時正在興建的九廣鐵路九龍車站（今紅磡站）側紅磡貨場（現紅磡站新建月台及列車停放處）上蓋，興建香港體育館，並於1973年3月開始地基工程。但因工程開支問題，直至1977年工程才正式展開，1981年8月完成；整項工程由時任工務局建築師、及後曾出任建築署署長的鮑紹雄設計，采用了獨特的建造技術，首先興建屋頂架構，將之升高，然後才興建支撐場館的四面主牆。1983年4月27日由當時的香港總督尤德爵士主持啟用儀式，並由電視直播過程。
香港體育館建築費1億4,000萬港元，當中2,350萬元由市政局撥款支付，並由市政局管理；2000年市政局解散後改由康樂及文化事務署管理。體育館中央表演場面積1,680平方米，場內天花懸掛的電視放映系統，當時甚為先進。體育館外的露天廣場，可供進行相關活動。體育館側的附屬大樓，在落成時曾設有一間酒樓，惟早已結業，而大樓亦於1990年由政府售予九鐵公司作辦公大樓，現為紅磡站一部分及港鐵學院。

## 現有設施

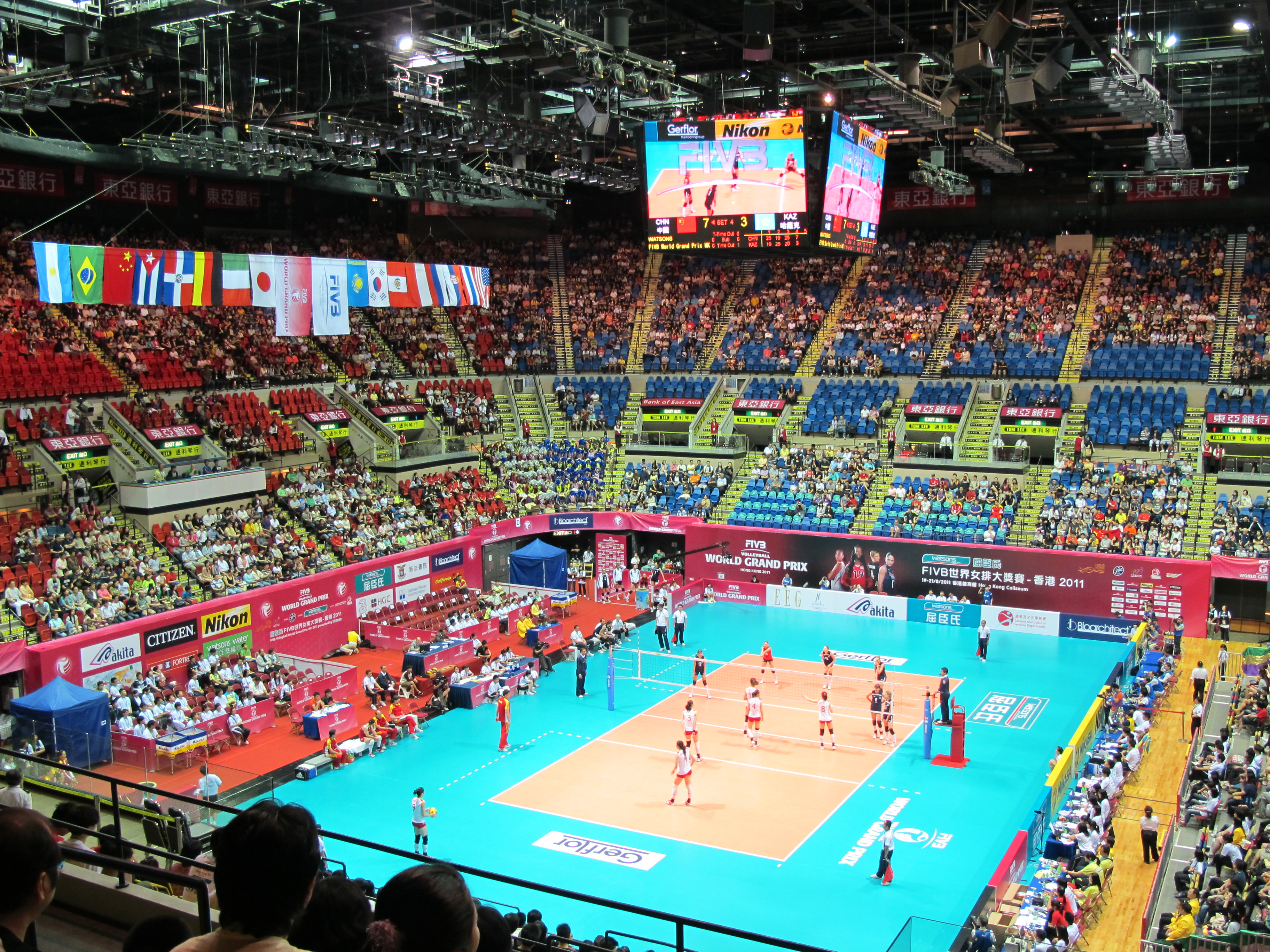
翻新後的香港體育館，正在舉行2011年世界女排大獎賽

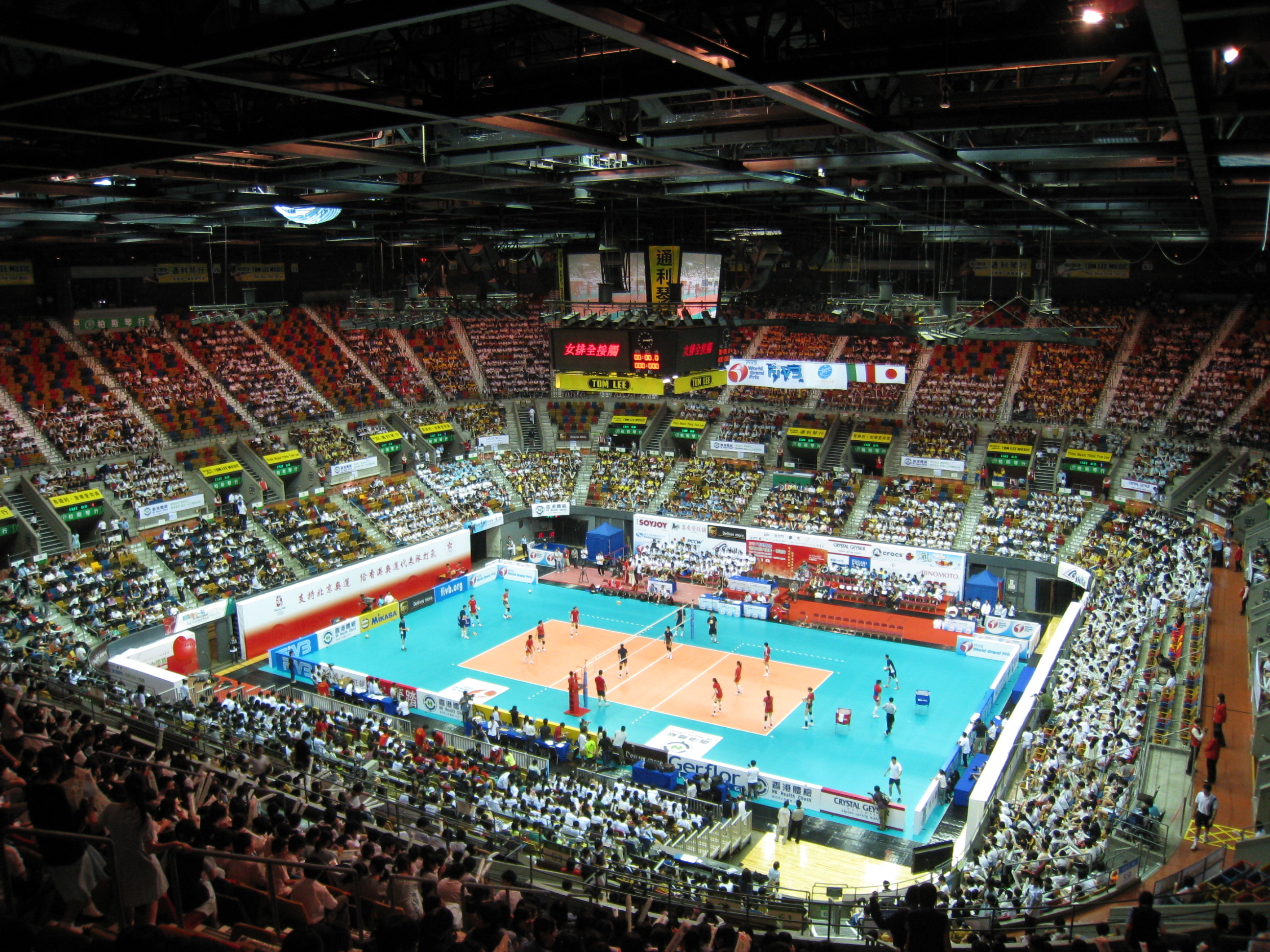
香港體育館正在舉行2008年世界女排大獎賽

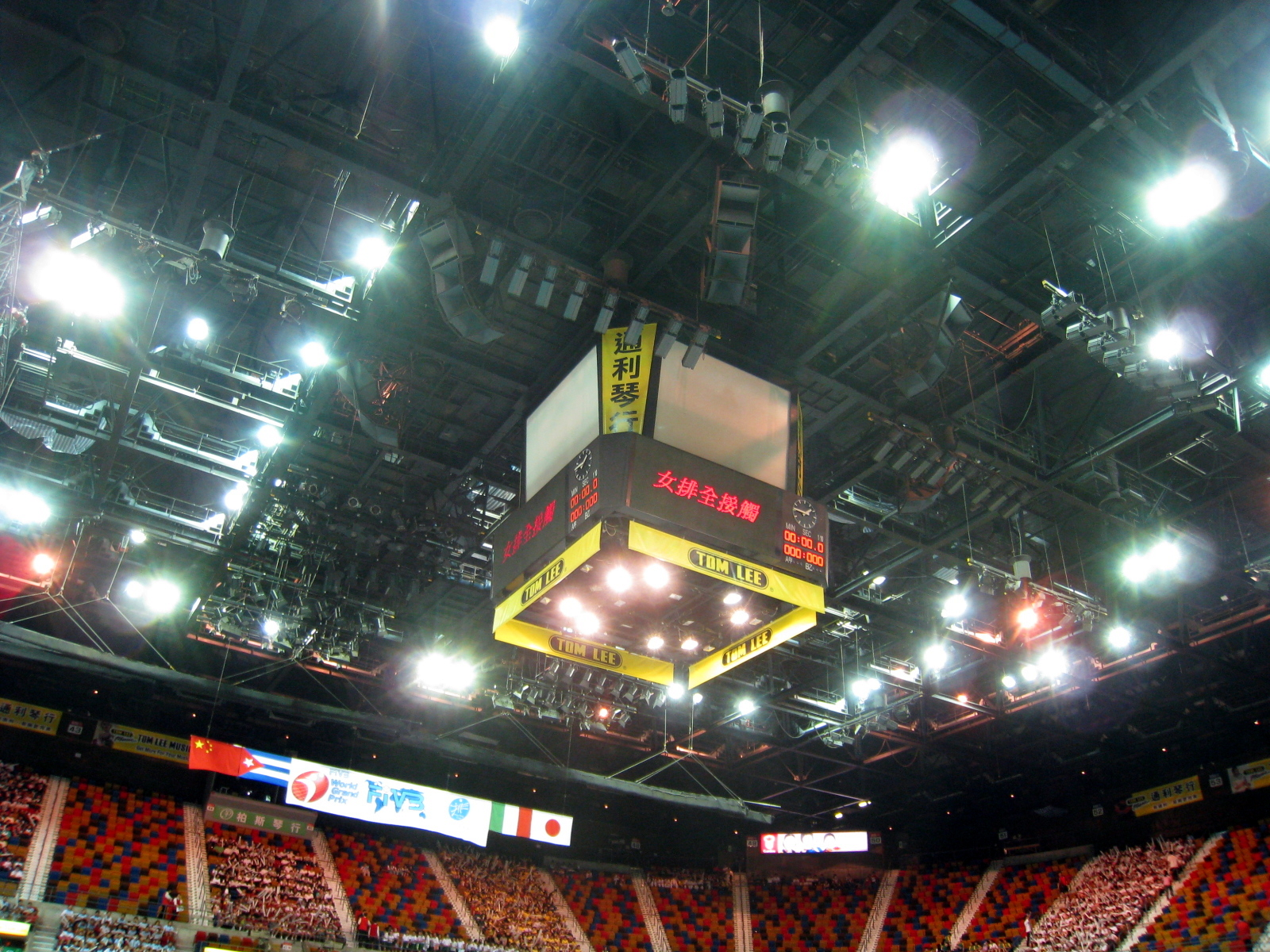
表演場館天花設有一部四方向的彩色電視投影系統

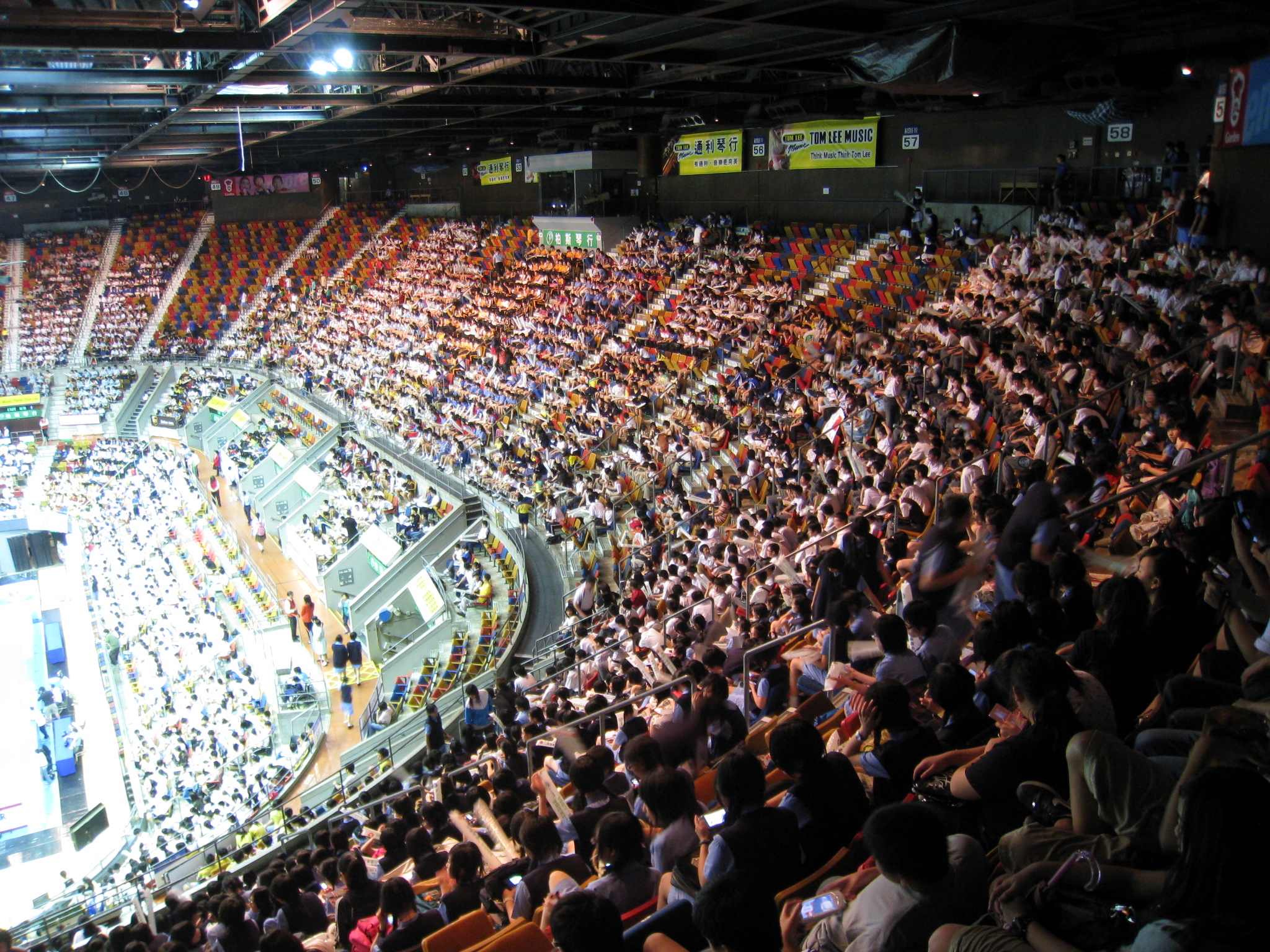
翻新前的觀眾席

香港體育館的設施主要由大型多用途室內表演場館及多個活動室所組成。共有3間活動室及一間貴賓室設於體育館大樓，可用作舉行酒會、記者招待會等節目相關活動；體育館則設有8個化妝間及4個更衣室。

### 多用途室內表演場館
多用途室內表演場館是綜合表演及體育賽事場地，設有12,500個座位，另有貴賓室。表演場可依照主辦者要求，裝置成中央（四面台），正面或閘角位（三面台）等編排，以進行不同類型活動。表演場的混凝土地面亦可依照要求而鋪上木地板或膠地蓆，以進行如五人足球、籃球或排球比賽等活動，亦可搭建舞台，供演唱會等文化活動使用。

#### 地面
場館是一個邊長43米的混凝土地面。在不同類形的表演時，場館的地面或會鋪上一些覆疊性的地面，例如場館進行羽毛球、籃球、排球及溜冰等的時候，以便活動的進行。此外，場館的地面能承受每平方米1,800公斤（1,800 kg/m2）的壓力，是一般的工業大廈未能做到的。地面對壓力的兼容性能使在進行演唱會及類似表演時舞台的升降台及廣播系統的設計和擺設上有較大的發揮空間。

#### 觀眾席
香港體育館設有4面觀眾席，閘口以5種顏色：紅色、藍色、綠色、黃色及啡色閘分辨，一般在活動的入場券上印上座位所處段落及顏色以茲識別。體育活動及部份演唱會多數開放全部4面觀眾席，即所謂「四面台」，而部份活動則只使用3面觀眾席，餘下一面作為後台，即「三面台」。體育館共有10,400個固定座位，其餘2,000個座位為拉出式，可於進行部份比賽或活動時隱藏於觀眾席下，而在部份演唱會等活動，則可以增加臨時座位。
從1983年4月啟用至2006年3月間，在香港體育館舉行的活動共有超過4,300項，入場觀眾共有約3千2百萬人次。香港體育館一直有甚高使用率，在2005至2006年度，使用率達97%。

#### 放映系統
場館中央部份懸掛了巨大的銀幕，可用作即時播放場館內進行中的活動。同時，場館內亦設有不同的技術性設備及一部四方向，水平高度可因應要求調校的彩色LED電視系統，能將台上表演者的容貌顯示在螢幕上，以便在後排高處的觀眾（該等觀眾常被演出者稱作「山頂上的朋友」）亦能清楚看見演出者的容貌。

#### 規格
- 表演場
  - 面積：42米×42米
  - 最多可設位：12,500
  - 地面：混凝土
  - 地面負荷：每平方米1,800千克
  - 樓高：24米
- 設備：
  - 各式組合式表演台
  - 高懸中央的電視放映系統
  - 各式新型的舞台及技術設備

### 賓客接待室
體育館設有一個賓客接待室（或稱貴賓室），供場地租用機構使用，在活動舉行前或休息期間以接待來賓或傳媒記者之用。場地面積約160平方米，可容納約120人。

### 輔助設施
體育館設有3個活動室，面積由33.5至187平方米，可容納60人，並設有擴音系統及電話插座等設備。
體育館共有8個化妝間，4個更衣室，化妝間面積由16至207平方米，更衣室面積為93平方米，皆設有全身鏡、電話插座、淋浴設備及洗手間等設備。
香港體育館設有露天和有蓋兩種的場地，可供進行會議及展覽之用。體育館外設有露天廣場，面積22,000平方米，可作為輔助表演場地之用，以舉辦酒會、展覽、嘉年華會等戶外活動。其可摺疊式的開放式舞台，讓該場地成為一個理想的公共集會場地，例如舉行電視直播開幕典禮等。

### 城市電腦售票網售票處
城市電腦售票網售票處設於香港體育館廣場基座平台，出售任何於售票網發售的活動門票。開放時間為每日上午10時至下午6時30分，當體育館有表演節目舉行時，則延長開放時間至節目開始後半小時。

## 圖片集

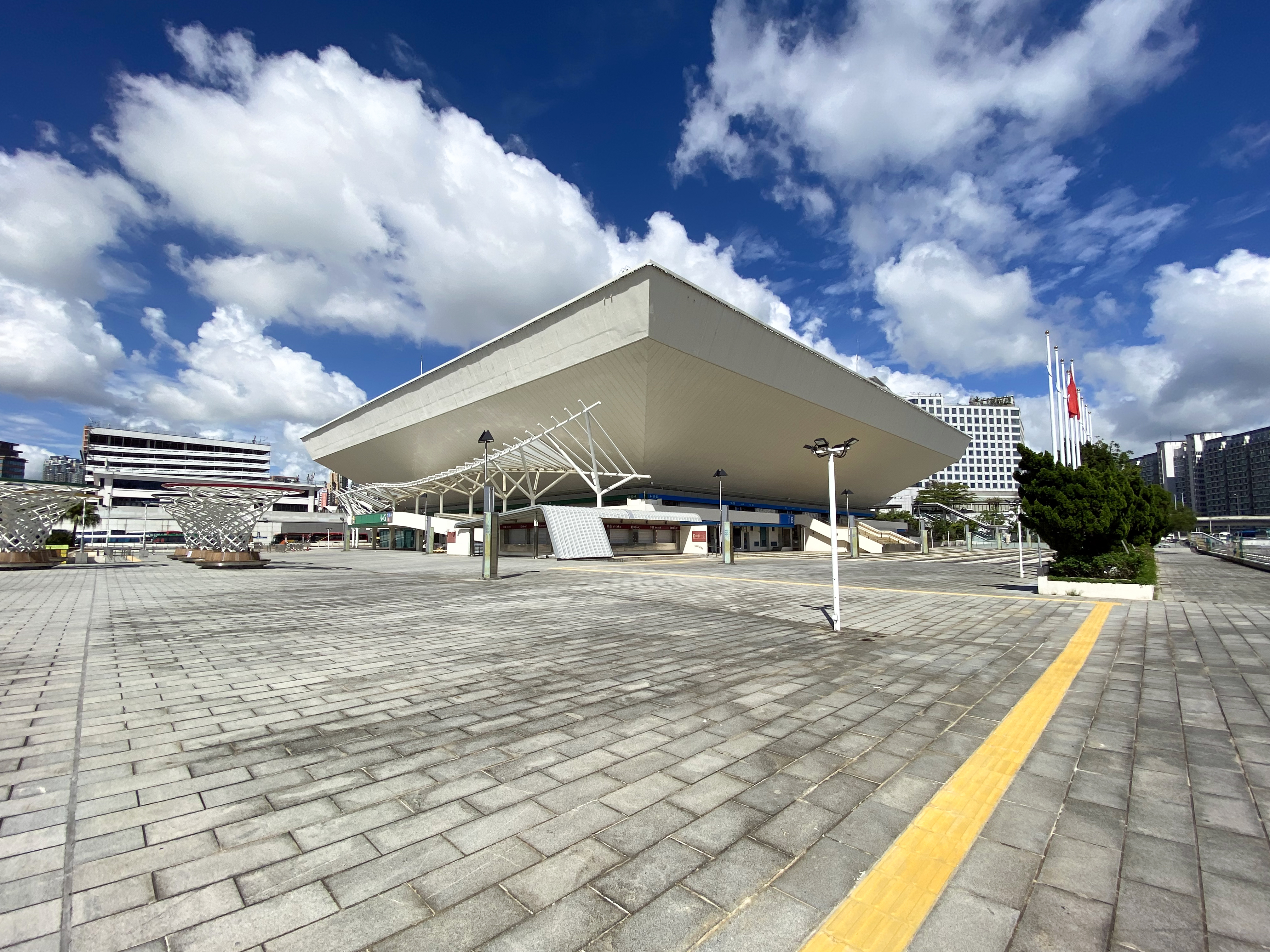
香港體育館外的廣場
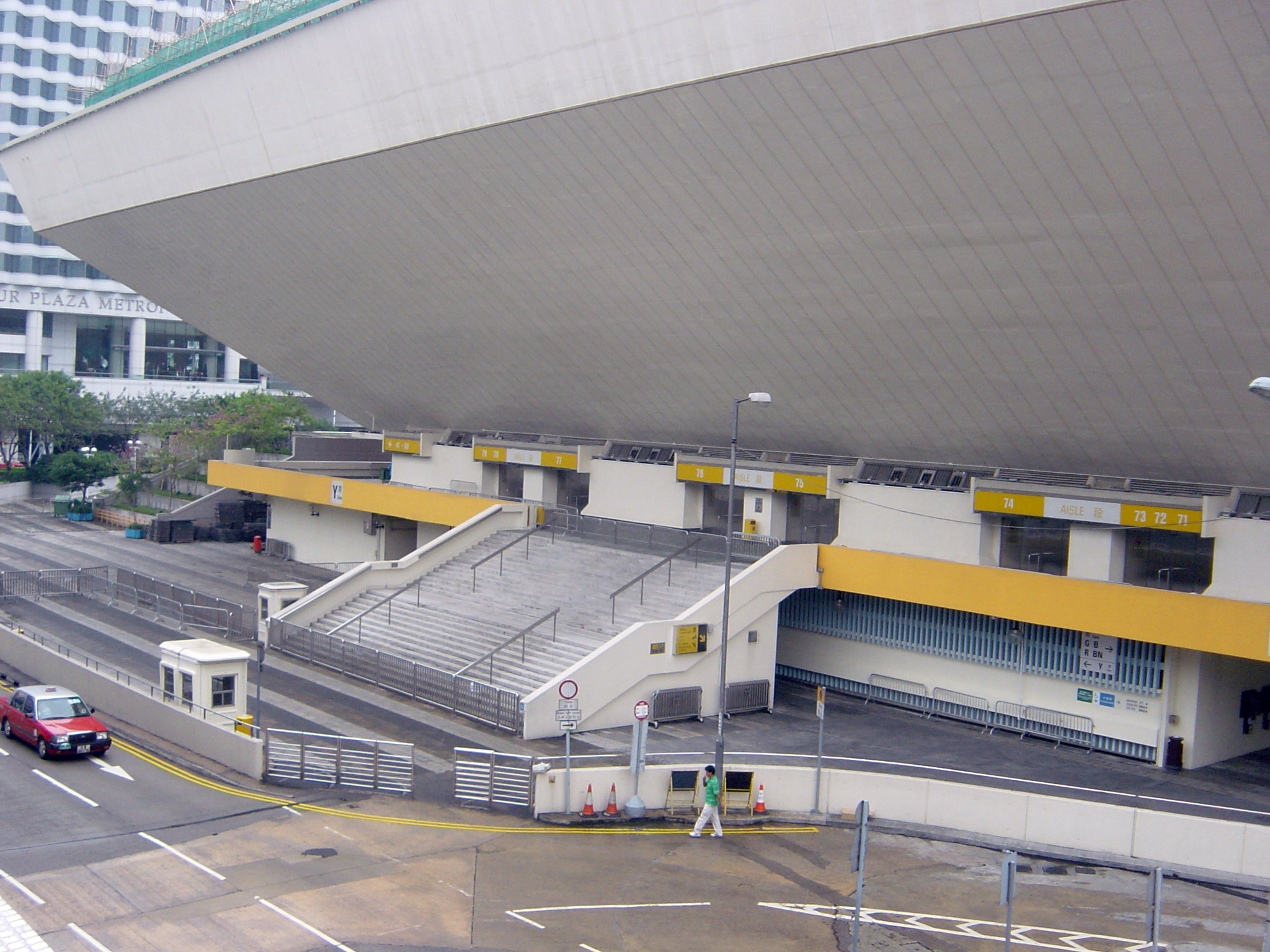
香港體育館黃色閘口外觀
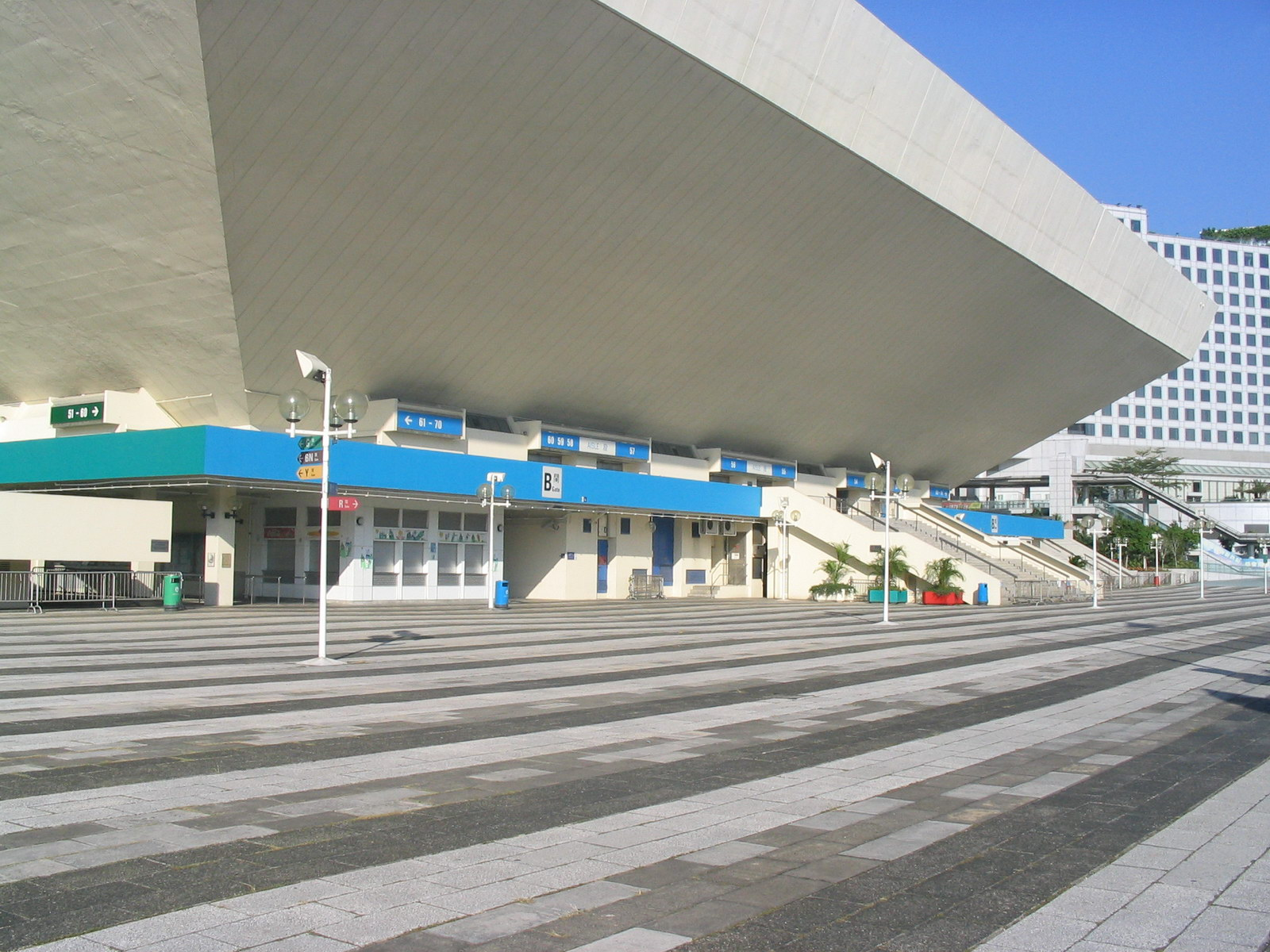
香港體育館藍色閘口外觀
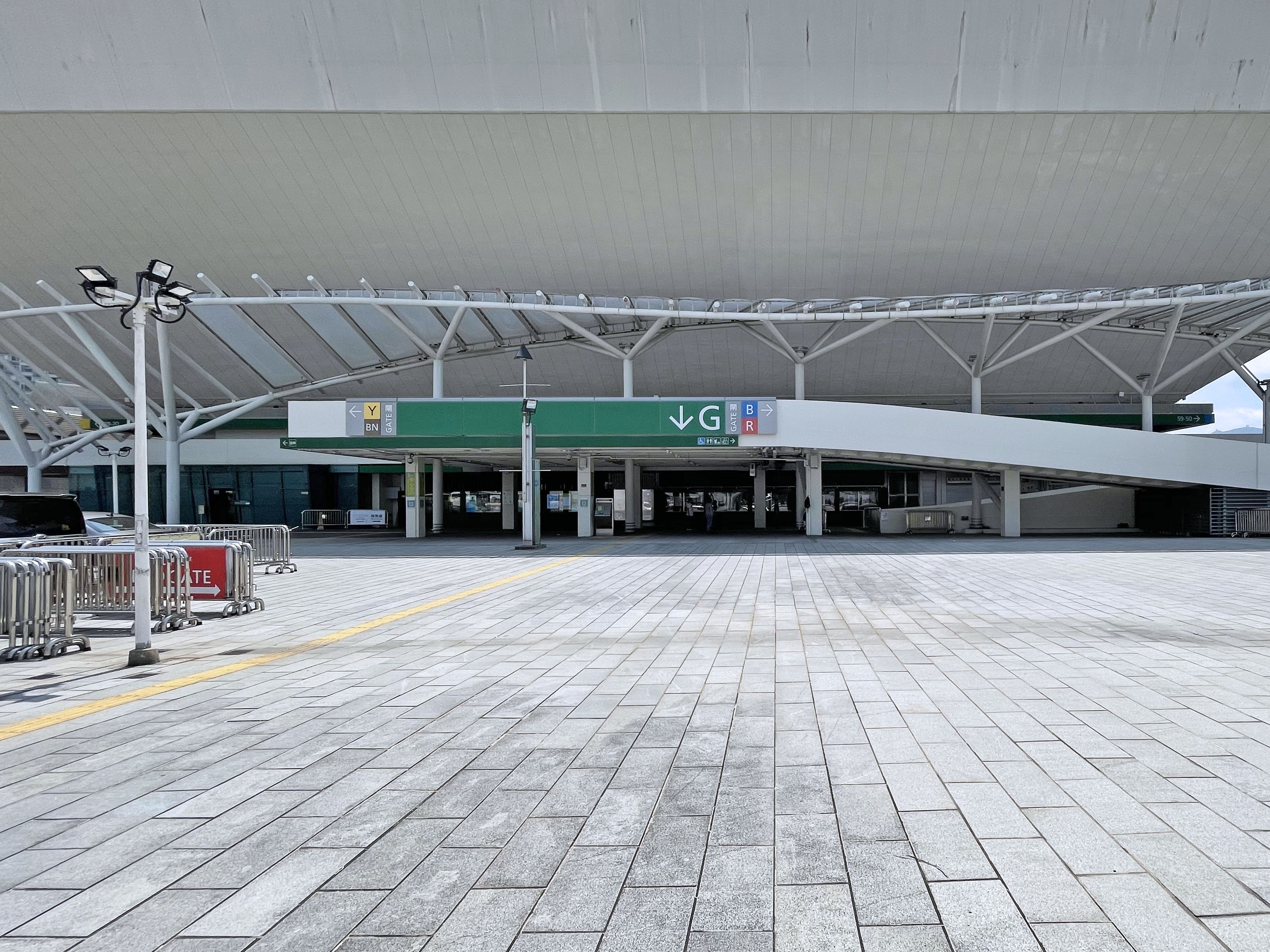
香港體育館出入口
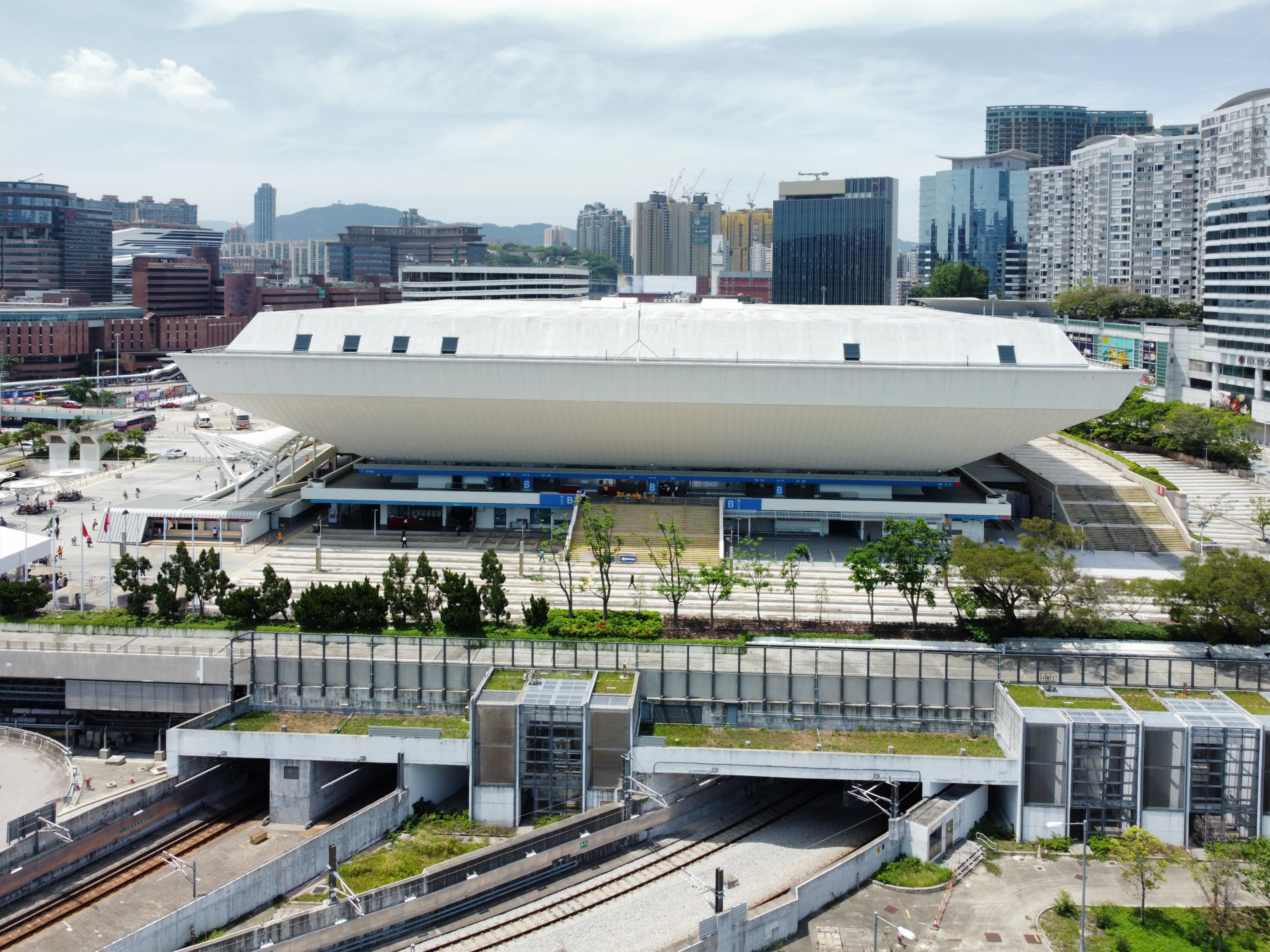
香港體育館（上），建於港鐵紅磡站（下）上方
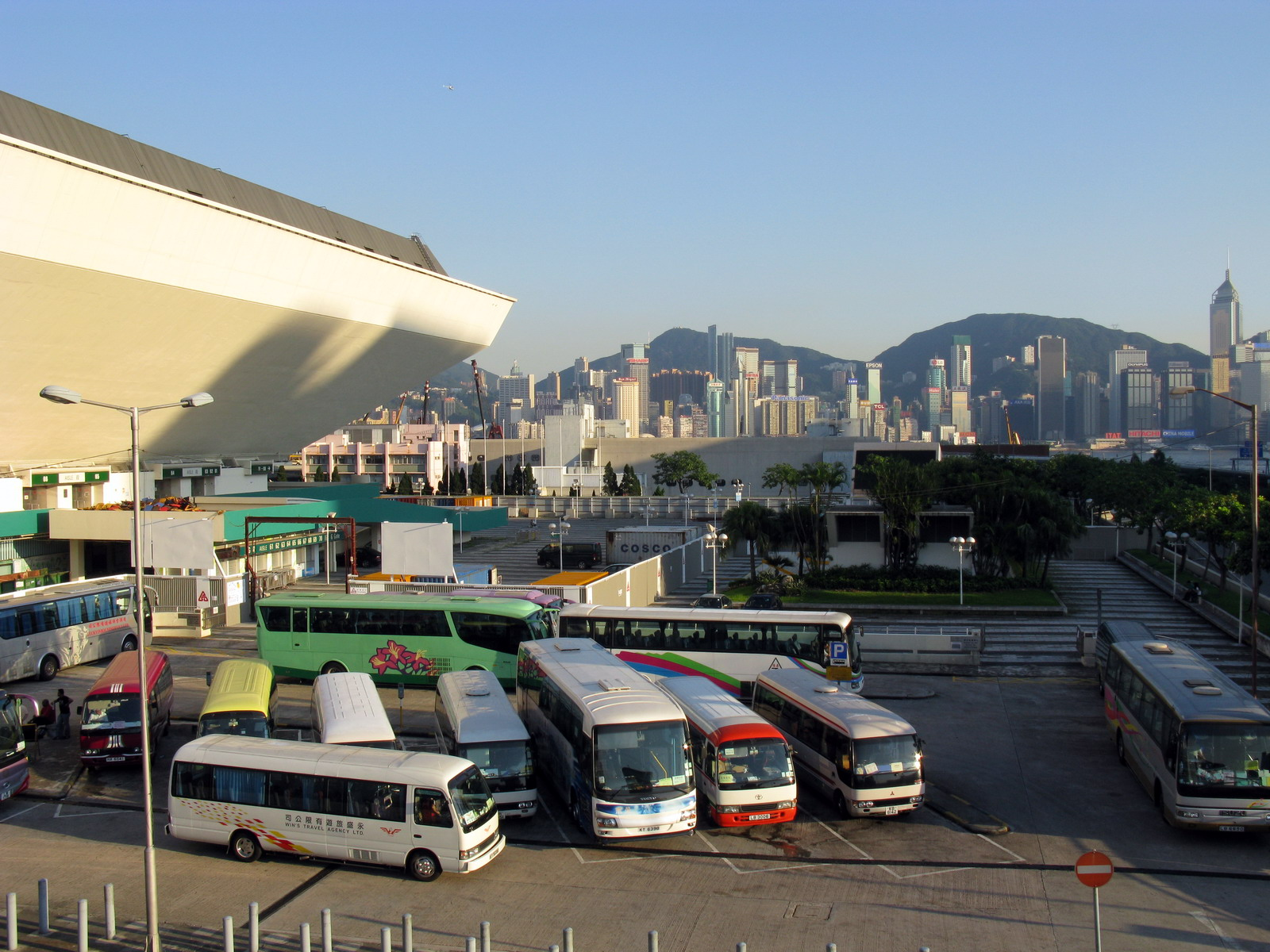
香港體育館外的旅遊巴停車場
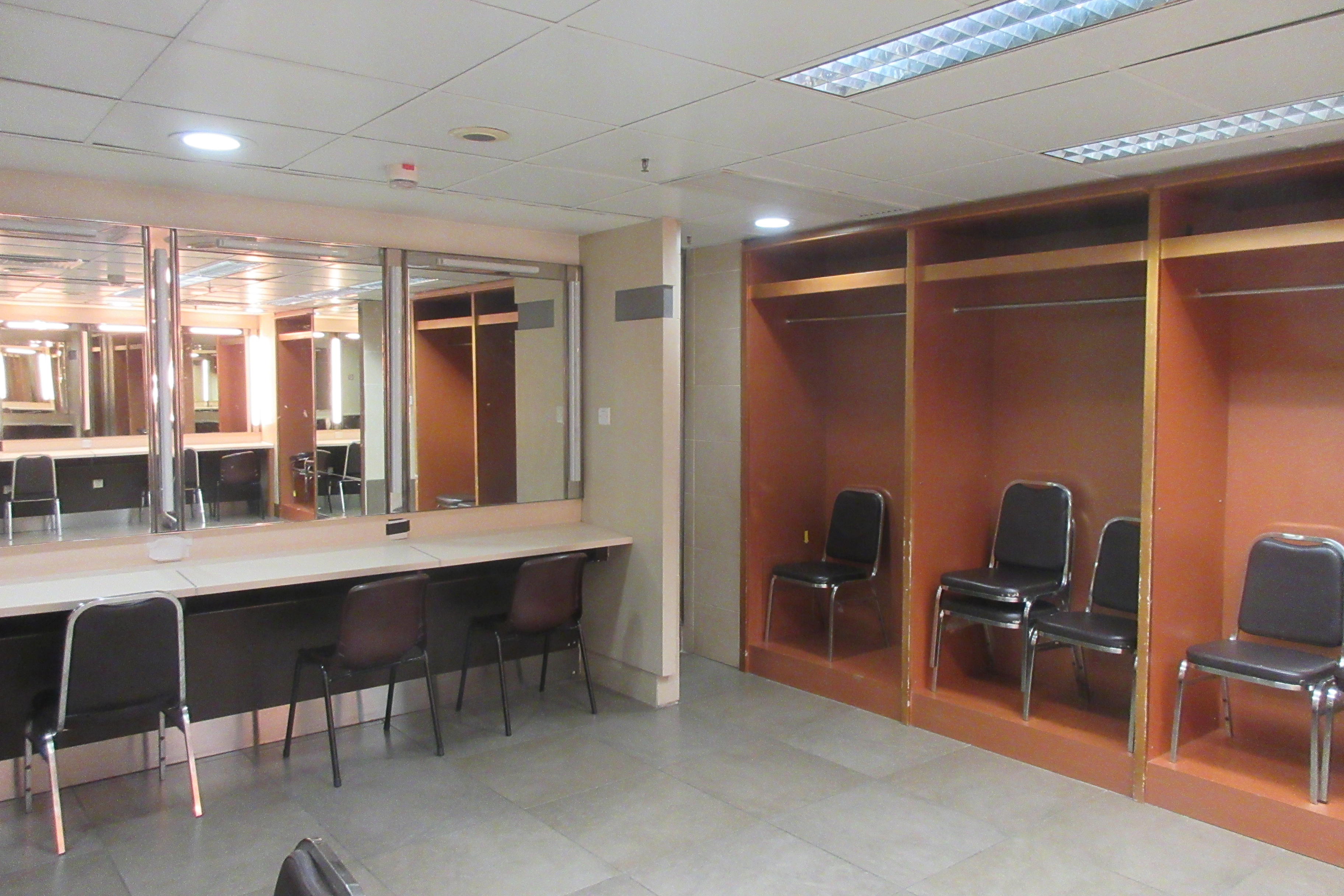
後台主要演員化妝室

## 改善工程

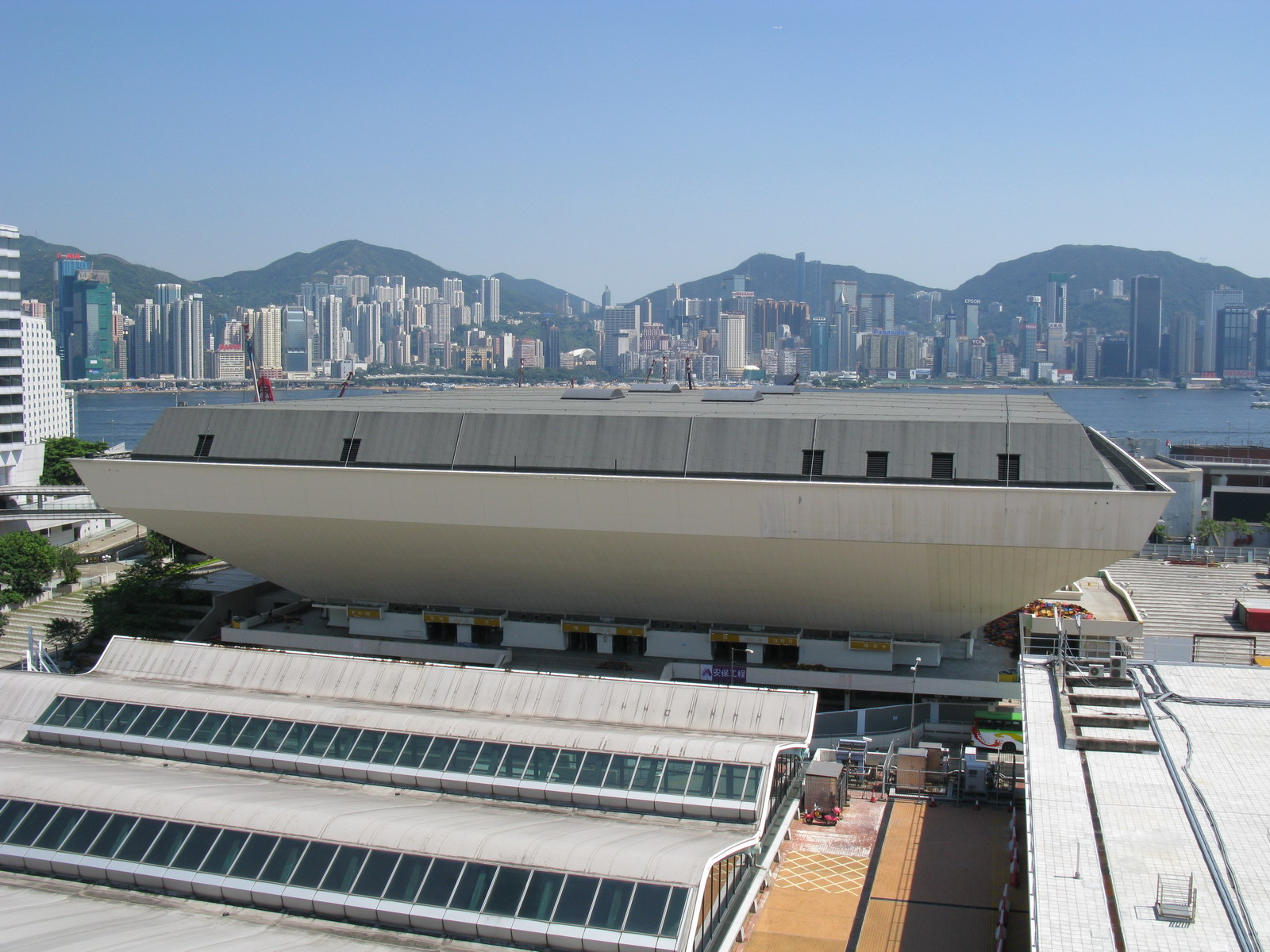
俯瞰香港體育館。圖為2008年正在進行的東亞運動會改善工程，更換表演場地固定座位

### 東亞運動會改善工程
為用作2009年東亞運動會，香港特別行政區政府為香港體育館進行多項維修工程，費用約1.6億元，在2008年7月1日至2009年1月27日關閉半年，工程包括：
- 裝修及翻新所有前台和貴賓接待設施，改善並提升現有的支援和後台設施
- 更換及改善照明系統
- 更換表演場地所有固定座位（約10,500個）
- 更換現有的計分板
- 提供典禮設施及裝飾佈置
- 統一座位的顏色，並按顏色設為四個分區

有關改善工程現已完成，並已於2009年1月28日重新啟用。

## 活動

### 體育活動

#### 大型運動會
2009年東亞運動會於2009年在香港舉行，香港體育館是運動會的活動場地及於12月13日舉行的閉幕典禮場地。

#### 排球
自1993年的第一屆世界女排大獎賽的總決賽於香港舉行後，世界女排大獎賽香港站賽事，每年7月至8月間在香港體育館舉行。2018年起變更為女排國家聯賽香港站賽事，並改為5月舉行。

#### 五人足球
1992年世界室內五人足球錦標賽為國際足協舉行的第二屆世界室內五人足球錦標賽，於11月15－28日在香港舉行，開幕戰及決賽等多場比賽於香港體育館進行。

#### 游泳
1999年世界短池游泳錦標賽，由國際游泳聯合會（FINA）主辦，臨時市政局及香港業餘游泳總會合辦，香港中旅（集團）有限公司贊助，於4月1日至4日在香港體育館揭幕，共有超過70個國家的代表參加；屬首次在香港體育館舉行的游泳賽事，需在體育館表演場內裝設一個25米長的室內短池作為比賽場地，並於體育館外廣場設立預習池及新聞發佈中心。

#### 羽毛球

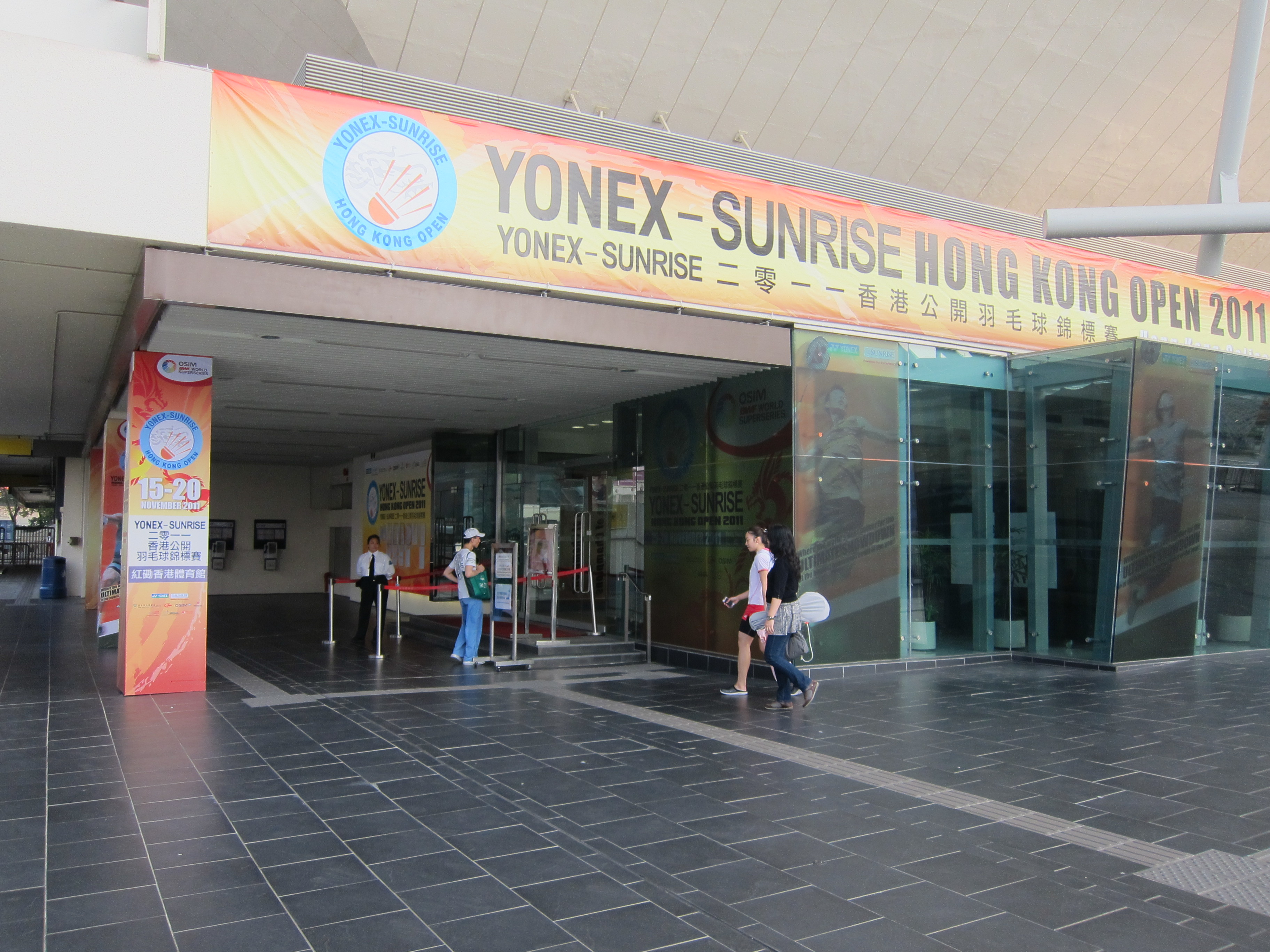
體育館正在舉辦2011年香港超級賽

香港公開羽毛球錦標賽由1982年起皆在灣仔伊利沙伯體育館（新伊館）舉行；後由於場館未能符合超級系列賽必須同時進行四場比賽的規定，故由2011年起改以香港體育館作為主場館。

#### 桌球
2022年香港世界桌球大師賽，由香港桌球總會主辦，由康樂及文化事務署資助，獲世界士碌架巡迴賽認可為2022–23士碌架賽季賽事之一。賽事於逐年10月6至9日在香港體育館進行，其中決賽現場觀賽人數約9,000人，創下世界紀錄。

### 演藝活動

#### 音樂會
香港體育館歷年演出紀錄列表
曾於香港體育館舉行演唱會的海外歌手及樂隊，包括：
- 臺灣：鄧麗君、王傑、周杰倫、五月天、動力火車、蘇打綠、張惠妹、蔡琴、葉蒨文、伍佰、蘇芮、F.I.R.飛兒樂團、S.H.E、飛輪海、林志穎、陶喆、F4、任賢齊、劉若英、王力宏、蕭亞軒、齊豫、縱貫線、張宇、黃品源、陳昇、陳綺貞、林曉培、辛曉琪、潘越雲、萬芳、蔡依林、棒棒堂、羅志祥、蕭敬騰、林宥嘉、张信哲、黄小琥、張韶涵、楊丞琳、MC HotDog、A-Lin、范瑋琪、白安、嚴爵、MP魔幻力量、田馥甄、張震嶽、徐佳瑩、周興哲、蘇打綠
- 中国大陆：那英、窦唯、张楚、何勇、唐朝乐队、刀郎、丁噹、周笔畅、中國好聲音、李荣浩
- 马来西亚：巫啟賢、光良、梁靜茹、品冠、李幸倪
- 新加坡：孫燕姿、林俊傑、蔡健雅
- 日本：恰克與飛鳥、安全地帶、德永英明、松任谷由實、濱崎步、KinKi Kids、安室奈美惠
- ： Super Junior - D&E、Super Junior - 藝聲、SHINee、f(x) - Luna、EXO、Red Velvet、NCT 127 、NCT Dream
- ：奧莉薇亞·紐頓-強
- 波多黎各：瑞奇·馬丁
- 美国：惠妮·休斯頓、珍妮·傑克遜（1990年Rhythm Nation World Tour）
- 英国：大衛·寶兒、威猛樂隊（1985年）、寵物店男孩（1989年）、菲爾·柯林斯（1995年The Both Sides of the World Tour）
- 爱尔兰：西城男孩

曾於香港體育館舉行演唱會的古典音樂樂團包括：
- 香港管弦樂團（與陳慧嫻、葉蒨文、張學友、張惠妹、譚詠麟、李克勤、林子祥、黃耀明、側田合作）
- 上海交響樂團（與梅艷芳、陶喆合作）
- 摩拉維亞愛樂樂團（與容祖兒、姚玨合作）

#### 頒獎典禮
香港電影金像獎（1999年第18屆、2005年第24屆、2006年第25屆）及香港一些大型音樂頒獎典禮，如：《叱咤樂壇流行榜頒獎典禮》、《十大勁歌金曲頒獎典禮》及《十大中文金曲頒獎典禮》經常在香港體育館舉行。2010年及2011年開始因為檔期問題而不再舉辦《十大中文金曲頒獎典禮》及《十大勁歌金曲頒獎典禮》。
1986年，亞洲電視的《未來偶像爭霸戰》及《電視先生選舉》的總決賽也是在香港體育館舉行。
部分大學及職業訓練局的畢業禮也會在香港體育館舉行。
其他活動包括《香港小姐競選》及一些慈善籌款節目。
2014年第二届亞洲彩虹獎電視頒獎禮亦於2014年3月26日在香港體育館舉行。

### 文化活動
- 1986年10月21日英女皇訪港，香港政府為歡迎伊莉莎白二世蒞臨，於香港體育館舉行《英女皇訪港青年精英大匯演》[7]。
- 1998年7月1日，舉行香港特別行政區成立一週年慶祝匯演，主禮嘉賓包括中共中央總書記、國家主席江澤民、國務院副總理錢其琛及行政長官董建華等，共5,500名觀眾觀看90分鐘的匯演[8]。
- 2002年7月2日，小島陽光鼓樂團於香港體育館舉行敲擊樂表演，共有10,102人合奏，創出世界紀錄。
- 2002年7月3日，為慶祝香港特別行政區成立五週年舉行的「龍聲飛揚－萬人青年音樂會」，以超過1萬名參演人數創出世界紀錄[9]。
- 2002年11月，第41屆東南亞獅子大會於香港體育館舉行[10]。
- 中國人民解放軍軍樂團：慶祝香港回歸祖國五週年大型軍樂隊列表演。
- 2007年香港回歸十周年，舉行香港同胞慶祝中國國慶文藝晚會。
- 2007年7月，香港電台中文台於該館舉行《同心同根慶回歸·太陽計劃大匯演》。
- 2009年12月13日，香港2009東亞運動會閉幕典禮。

## 意外
自香港體育館啟用以來，發生了不少意外，當中包括：
- 1993年：Satchi劉德華93演唱會中，一名17歲歌迷為了搶現場上空放出來的氣球紀念品，因而失足跌落樓梯。歌迷頭部受傷昏迷送院，其後搶救無效不治。[11][12][13][14]
- 2003年：歌手林子祥，在演出時墮下大洞，當時一度昏迷，最後導致聽力受損。 [12][13][14]
- 2009年：歌手古巨基，在紅館舉行《Eye Fever 演唱會》時，其聲控衣服突然冒煙。 [12][13][14]
- 2012年：歌手郭富城，在紅館舉行《舞臨盛宴演唱會》時，在其中一晚因舞台升降台的鋼絲突然斷裂，從3米高的舞台跌下，並無受傷。[12][13][14]
- 2017年：填詞人林敏驄在紅館舉行作品展回顧演唱會，綵排期間因油壓台突然墮下，使多名工作人員受傷，其中嘉賓暨組合草蜢成員蔡一智被撞到臀部，幸傷勢並不嚴重，演唱會後來如常舉行。[12][13][14]
- 2021年：張敬軒跨年演唱會中，有工作人員從2米高處墮地。 [12][13][14]
- 2022年：2022年MIRROR演唱會事故，大屏幕墮下，導致兩名舞蹈工作者受重傷。

## 影響
香港體育館最初設計的目的是發展成為一座體育場館，但由於社會需要及娛樂事業的蓬勃發展，使其逐漸取代位於香港島的伊利沙伯體育館、利舞台及九龍的大專會堂（現稱大學會堂），成爲本地演唱會的其中一個主要演出場地。在香港體育館正式啓用兩週内，本地知名歌手許冠傑在此舉行三場「總督許冠傑演唱會」，成爲第一位在紅館舉辦個人演唱會的歌手。自此，在1980年代以及1990年代，香港歌手以在紅磡體育館舉辦演唱會為榮，而具有能力接連舉辦數場者更加會被稱謂巨星，紅磡體育館也因此被認為是香港流行音樂的聖地。1980年代可以在紅館舉辦演唱會的歌手寥寥無幾，包括許冠傑、杜麗莎、鄧麗君、譚詠麟、梅豔芳、張國榮、王傑、關正傑、羅文、甄妮、徐小鳳、林子祥、陳百強，新晉歌手當中只有極具實力和人氣的葉蒨文、張學友、林憶蓮、陳慧嫻等具備在紅館開唱的號召力，而他們的一張唱片通常在當時可以賣到25萬張以上，甚至於本地極具影響力的實力派樂團Beyond直到組團後8年的1991年才進入紅館開唱。而譚詠麟、張國榮、梅艷芳、徐小鳳分別先後在「紅館」舉行數以十計的演唱會，場數紀錄一再被刷新。其中徐小鳳於1992年在「紅館」連開43場「金光燦爛徐小鳳演唱會」，創下迄今爲止「紅館」連開場數的最高紀錄。
近年香港的室內大型表演場地不斷增加，如九龍灣國際展貿中心、香港會議展覽中心、亞洲國際博覽館及啟德體育園等，但香港體育館在交通配套、地理位置、場地設施及座位數量等方面仍佔有一定優勢，故依然甚受主辦機構的歡迎，檔期連年爆滿，多數熱門場次須提早一年預訂。2000年代後，在「紅館」舉行個人演唱會的歌手數量有增無減，但大部分演唱會僅維持数場，甚至是「圓夢式」僅開一場的演唱會，變相降低了入「紅館」開個唱的資格門檻。但「紅館」並非來者不拒，歌手入紙申請後，館方會綜合各方面商業考慮，通過專設的小組投票來決定批出檔期事宜，而每年最搶手的聖誕及除夕跨年檔期更是眾多歌手的「兵家必爭之地」。

## 交通

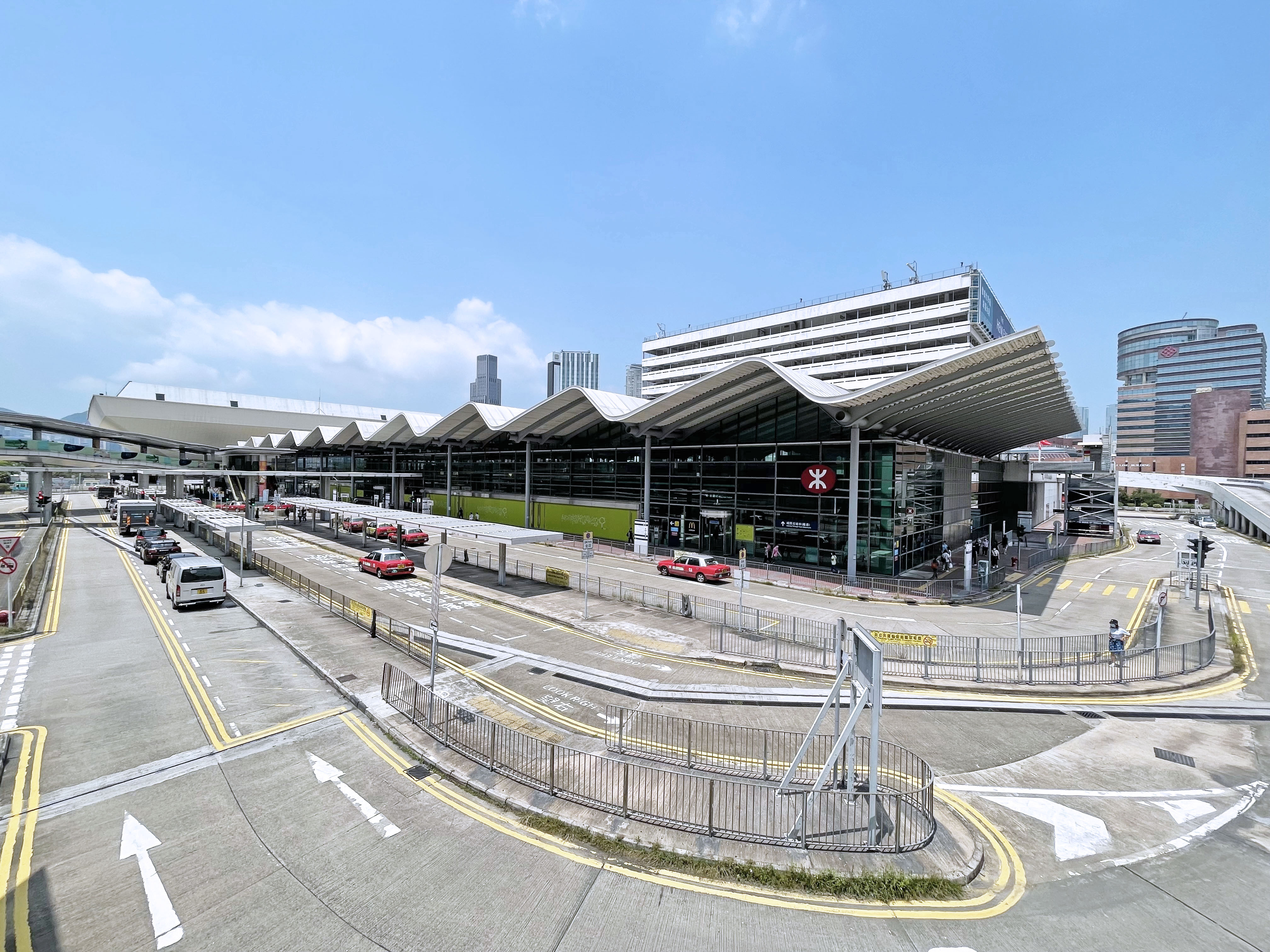
在港鐵紅磡站後的香港體育館

香港體育館下層為港鐵紅磡站，附近設有露天停車場、巴士總站、專線小巴站及的士站等交通配套。在香港體育館的平台下的行人隧道及天橋連接紅磡海底隧道入口的過海巴士站、香港理工大學、尖沙咀東部、紅磡灣地區。

## 外部連結
- 香港體育館網頁